# Hippocles (strategos)
Hippocles (Oudgrieks: Ἱπποκλῆς, Hippoklēs), zoon van Menippus, was een Atheens strategos.
Hij wachtte in 412 v.Chr. in de buurt van Leukas met 27 schepen de komst van de 19 Spartaanse schepen, die onder Gylippus  uit Sicilië terugkeerde, op. Hij wist deze schepen hevig te haven, maar nadat een van de Spartaanse schepen was gezonken, wisten de anderen te ontkomen en Korinthe binnen te vallen.

## Antieke bron
- Thucydides, VIII 13.